# Miguel Febres Cordero
Pour les articles homonymes, voir Cordero.
Saint Miguel Febres Cordero, né à Cuenca en Équateur le 7 novembre 1854, mort à Premià de Mar en Espagne le 9 février 1910, est un religieux enseignant, grammairien et linguiste équatorien. Canonisé par Jean-Paul II en 1984, il est reconnu saint par l'Église catholique. Il est commémoré le 9 février selon le Martyrologe romain.

## Biographie
Le Frère Miguel appartenait à une famille de la haute bourgeoisie équatorienne, qui ne voyait pas d’un bon œil qu'un de ses membres s’en aille dans un Institut religieux, consacré seulement à l’enseignement. Or après avoir été un élève des Frères des Écoles chrétiennes, Miguel (Michel) Cordero sollicita d'être admis dans l'Institut. Il fut le premier Sud-Américain à y entrer.
Il n'a pas encore vingt ans quand il publie le premier de ses nombreux ouvrages, une grammaire espagnole qui devient bientôt un classique. Au cours des années, ses recherches et ses publications dans le domaine de la littérature et de la linguistique le mettent en contact avec des experts du monde entier, et il devient membre de l'Académie en Équateur, incorporé le 2 août 1892 à celle royale d’Espagne.
Durant une quarantaine d'années, il enseigna à Quito, au collège El Cebollar. En 1907, il dut s'exiler, chassé de sa patrie par des gouvernements anticléricaux d'Eloy Alfaro. Il séjourna à Paris, puis à Lembeek-lez-Hal en Belgique jusqu'en 1909, où il fut envoyé à Premià de Mar, près de Barcelone. Il y mourut l'année suivante d'une pneumonie, laissant après lui une réputation de savant, de pédagogue et de saint.
Quand éclata la révolution espagnole de 1930, on craignit de voir profaner ses reliques et on les renvoya en Équateur. Elles y furent reçues en triomphe ; et un imposant monument fut édifié, qui se trouve désormais à l'entrée nord du centre historique de Quito (place San Blas). 

## Béatification - canonisation
Déclaré vénérable, le 16 mars 1970, il est béatifié par le pape Paul VI, le 30 octobre 1977, et canonisé par Jean-Paul II, le 21 octobre 1984.
Il est fêté le 9 février.

## Citation
« Entouré des enfants, je leur enseigne la simplicité du cœur et les préceptes évangéliques qui doivent les guider toute leur vie »

## Hommages
- Collège Saint Miguel Febres Cordero à Nuevo Tocumen, Panamá.